# Yokkaichi Asunarō Tetsudō
La Yokkaichi Asunarō Tetsudō (四日市あすなろう鉄道?) è una compagnia ferroviaria giapponese con sede a Yokkaichi nella prefettura di Mie. È una filiale della società Kintetsu da cui ha rilevato la gestione della linea Utsube e della linea Hachiōji.

## Storia
Il 21 agosto 2012 Kintetsu annunciò ai residenti locali che avrebbe abolito il servizio ferroviario e avrebbe gestito un sistema di autobus a transito rapido (BRT) in sostituzione della linea Utsube e della linea Hachiōji. La città di Yokkaichi ha chiesto che la ferrovia continuasse come linea ferroviaria e il 27 settembre 2013, sia Kintetsu che la città di Yokkaichi hanno deciso di continuare a gestire la linea ferroviaria con un sistema di gestione pubblico-privato in cui la città di Yokkaichi possiede le strutture e il materiale rotabile e una nuova società controllata da Kintetsu gestisce la linea ferroviaria.
La Yokkaichi Asunarō Tetsudō è stata fondata il 27 marzo 2014 con Kintetsu che detiene una quota del 75% e la città di Yokkaichi che detiene una quota del 25%. La società ha assunto il controllo delle linee e ha iniziato l'attività il 1º aprile 2015.

## Linee ferroviarie
La compagnia gestisce la linea Utsube e la linea Hachiōji a Yokkaichi. Entrambe le linee sono ferrovie a scartamento da 762 mm.
- Linea Utsube (内部線?): Asunarou Yokkaichi -Utsube (5,7 km, 8 stazioni)
- Linea Hachiōji (八王子線?): Hinaga - Nishhino (1,3 km, 2 stazioni)

## Materiale rotabile

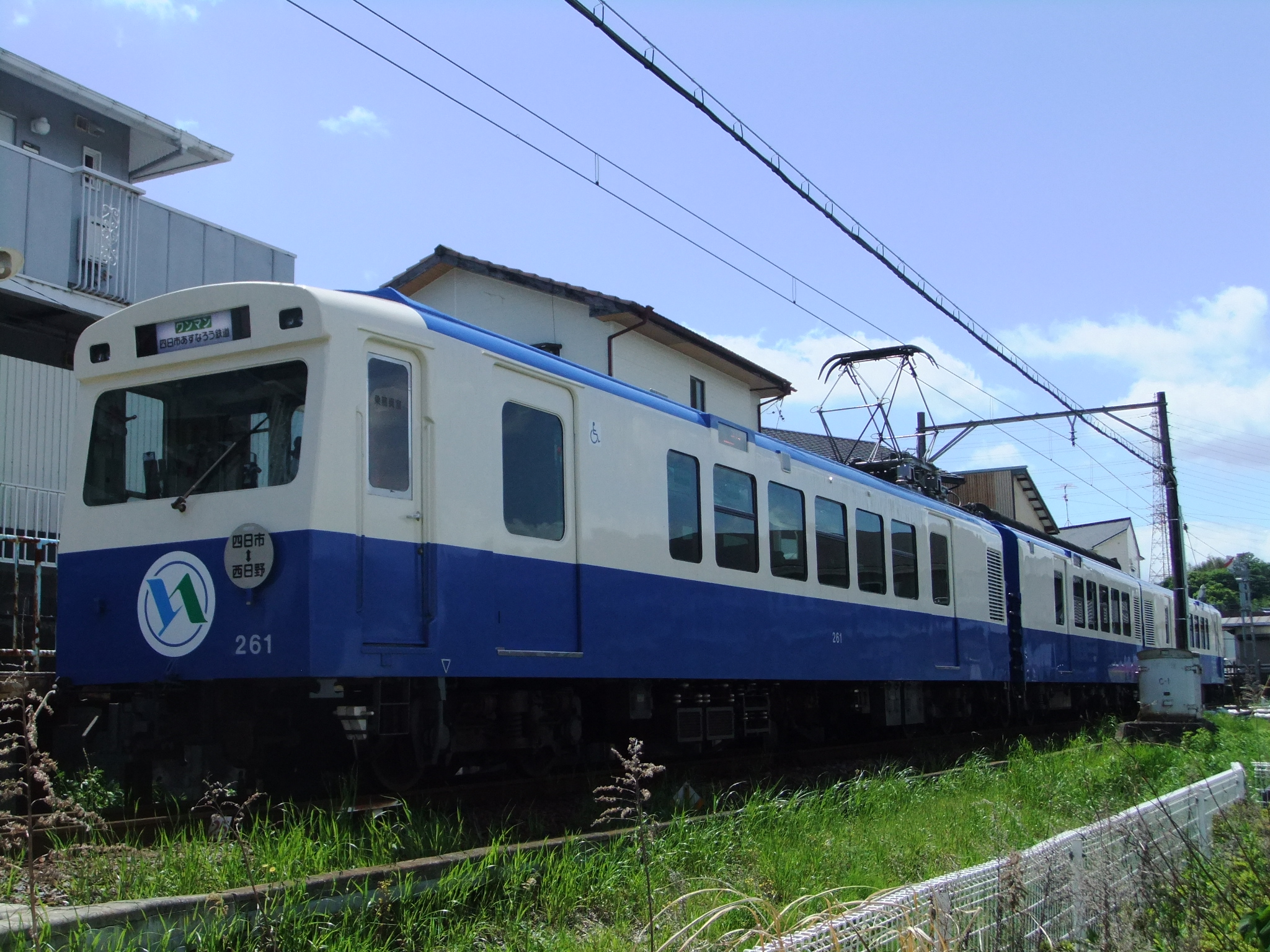
Nuova serie 260

Tutti i veicoli sono di proprietà della città di Yokkaichi e gestiti dalla Yokkaichi Asunarō Tetsudō.
Quando la compagnia fu aperta gestiva i treni della serie 260 ereditati da Kintetsu, ma a partire dal 2015 sono stati eseguiti lavori di rinnovamento sulla stessa serie (il materiale rotabile rinnovato viene talvolta denominato nuova serie 260), ed entro il 2019 i lavori erano stati completati su tutti i convogli.